# 로버트 액설로드

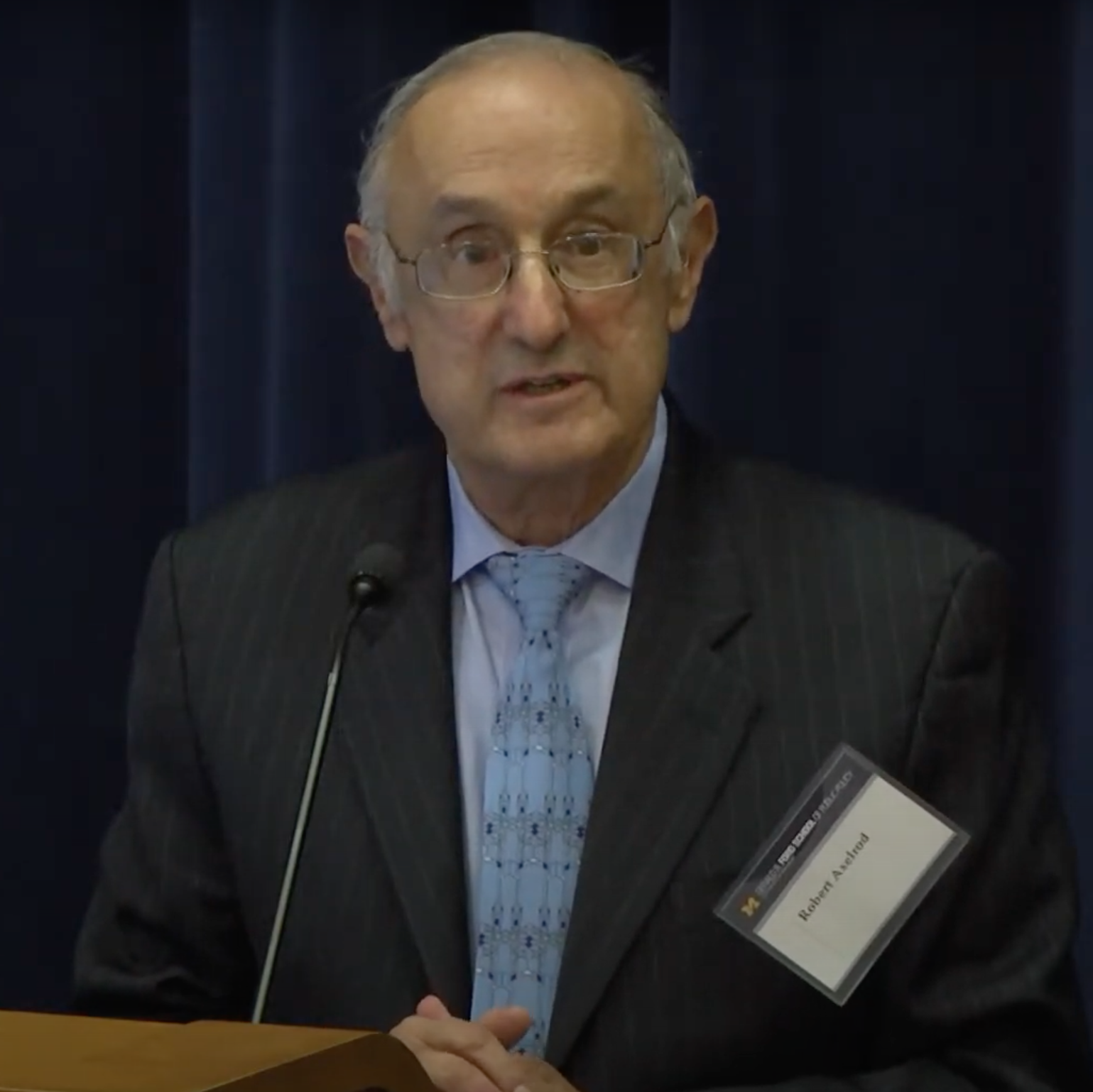
2019년 모습

로버트 액설로드(Robert Axelrod, 본명: 로버트 마샬 액설로드, Robert Marshall Axelrod, 1943년 5월 27일 ~)는 미국의 정치학자이다. 1974년부터 미시간 대학교의 정치학과 공공 정책 교수로 재직하고 있다. 협력의 진화에 관한 학제간 연구로 가장 잘 알려져 있다. 현재 그의 연구 관심 분야는 복잡성 이론(특히 에이전트 기반 모델링), 국제 보안, 사이버 보안이다. 그의 연구에는 이해 상충, 규범의 출현, 게임 이론을 사용하여 협력을 연구하는 방법, 진화 과정에 대한 학제간 연구를 설명하는 혁신적인 접근 방식이 포함된다.

## 같이 보기
- 진화적으로 안정한 전략
- 죄수의 딜레마